# Ucho wewnętrzne

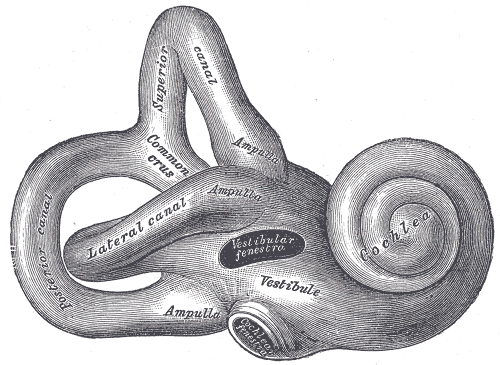
Budowa ucha wewnętrznego

Ucho wewnętrzne (łac. auris interna; błędnik łac. labirynthus – zwany tak z powodu skomplikowanej budowy anatomicznej) – wewnętrzna część ucha. Jest jednym z elementów (receptorem) zmysłu równowagi i zmysłu słuchu.

## Budowa
Składa się z:                                    
- przedsionka wypełnionego płynem, prowadzi do niego okienko owalne. Jego funkcja to odbieranie drgań mechanicznych, wzbudzanie drgań cząsteczek mechanicznych.
- ślimaka – zwinięty kanał zawierający właściwy narząd słuchu. Jego funkcja to odbieranie drgań cieczy i wzbudzanie impulsów nerwowych, które nerwem słuchowym biegną do ośrodka słuchu.
- kanałów półkolistych – błędnik błoniasty, wypełniony płynem i zawierający ziarenka węglanu wapnia – otolity. Jest to narząd równowagi. Jego funkcja to informowanie o położeniu ciała w przestrzeni.

Ruchy głowy powodują przemieszczanie się płynu i substancji galaretowatej aparatu przedsionkowego, co wywołuje pobudzenie komórek zmysłowych. Powstają impulsy nerwowe przekazywane nerwem równowagi do mózgu, gdzie są analizowane.